# Lewis and Clark National Historic Trail
Pour les articles homonymes, voir Lewis and Clark.
 (juin 2023).
Si vous disposez d'ouvrages ou d'articles de référence ou si vous connaissez des sites web de qualité traitant du thème abordé ici, merci de compléter l'article en donnant les références utiles à sa vérifiabilité et en les liant à la section « Notes et références ».
Le Lewis and Clark National Historic Trail est un sentier national historique de grande randonnée localisé aux États-Unis et créé le 21 mars 1978. Les États traversés par le sentier sont l'Illinois, le Missouri, le Kansas, l'Iowa, le Nebraska, le Dakota du Sud, le Dakota du Nord, le Montana, l'Idaho, l'Oregon et l'État de Washington. Géré par le National Park Service, il a accueilli près de 250 000 personnes en 2004.

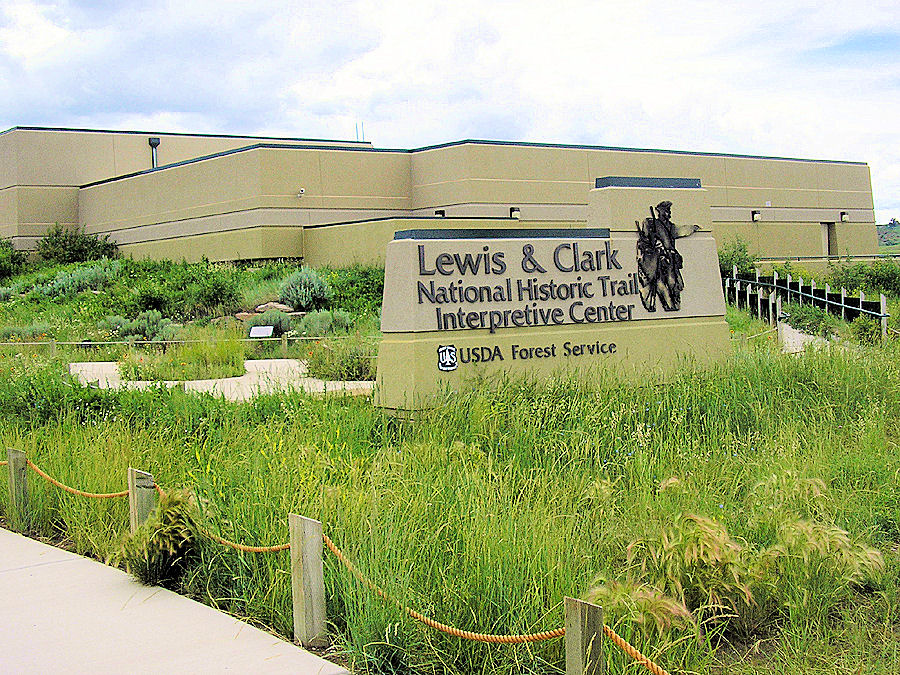
Un centre d'information sur le sentier à Great Falls dans le Montana.

## Histoire
En 1804, Meriwether Lewis et William Clark ainsi que 45 hommes débutent un long voyage d'exploration de l'ouest de l'Amérique du Nord. L'expédition Lewis et Clark débute au Camp Dubois dans l'actuel Illinois. Le but de l'expédition est d'identifier les espèces animales et végétales rencontrées, de décrire les cultures amérindiennes rencontrées et de cartographier les zones traversées. Le voyage durera plus de trois années. Une grande partie du chemin emprunté suit la rivière Missouri et le fleuve Columbia. Certaines portions de ce sentier restent toujours intactes. Avec ses 5 950 km de long, il s'agit du second plus grand sentier historique du pays.